# Extrême-Ouest de Bahia
 (février 2025).
Si vous disposez d'ouvrages ou d'articles de référence ou si vous connaissez des sites web de qualité traitant du thème abordé ici, merci de compléter l'article en donnant les références utiles à sa vérifiabilité et en les liant à la section « Notes et références ».
L'Extrême-Ouest de Bahia est l'une des sept mésorégions de l'État de Bahia. Elle regroupe 24 municipalités groupées en trois microrégions.

## Données
La région compte 524 220 habitants pour 116 787 km2.

## Microrégions[1]
La mésorégion de l'Extrême-Ouest de Bahia est subdivisée en trois microrégions :
- Barreiras
- Cotegipe
- Santa Maria da Vitória